# Jüdischer Friedhof (Treuchtlingen)

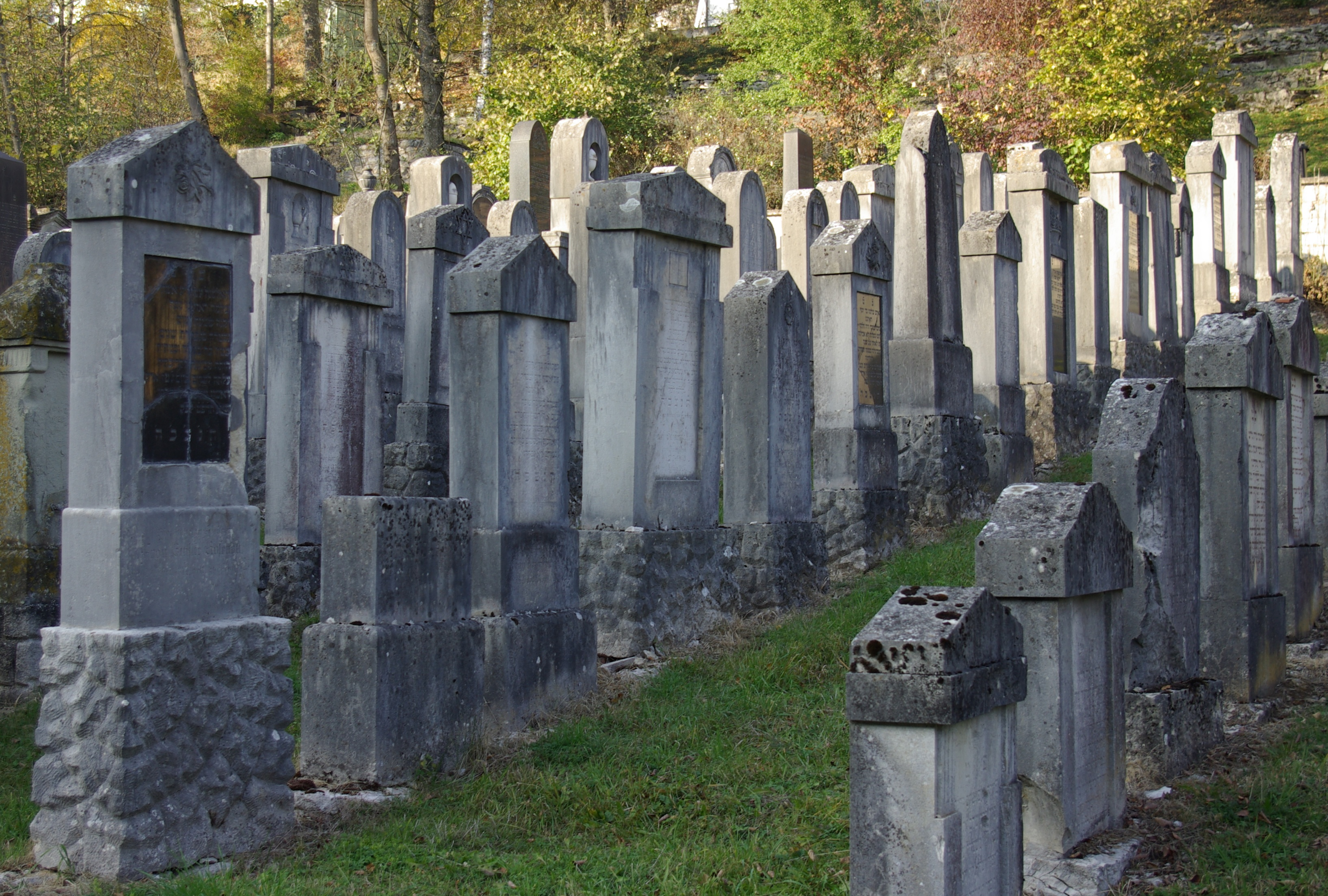
Jüdischer Friedhof in Treuchtlingen, 2011

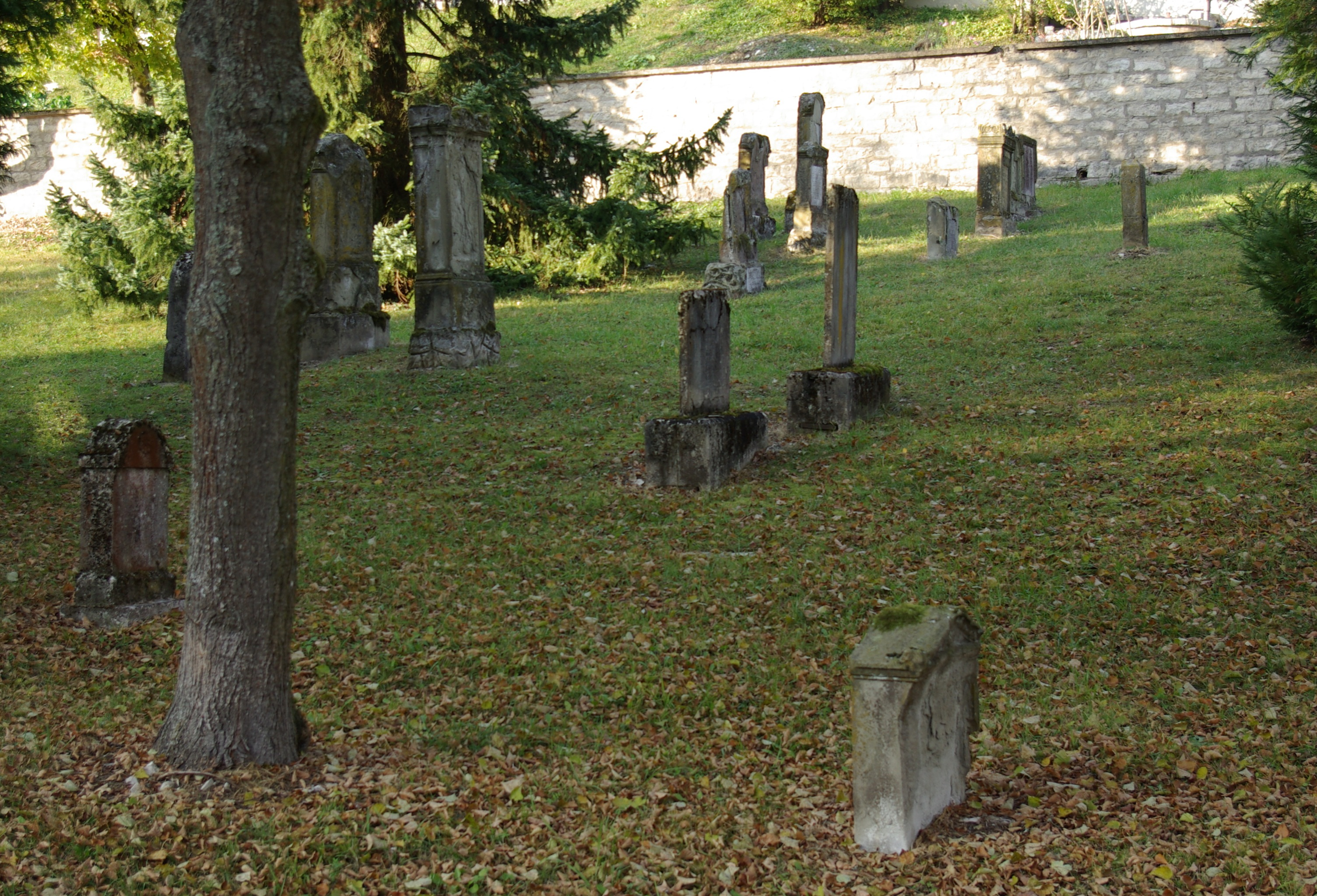
Jüdischer Friedhof in Treuchtlingen, 2011

Der Jüdische Friedhof in Treuchtlingen im mittelfränkischen Landkreis Weißenburg-Gunzenhausen ist eine jüdische Begräbnisstätte, die 1773 angelegt und bis in die 1930er Jahre belegt wurde.

## Lage
Der 4260 Quadratmeter große, von einer massiven Steinmauer umgebene Friedhof liegt an der Uhlbergstraße in einem Wohngebiet am Fuß des Schlossbergs.

## Geschichte

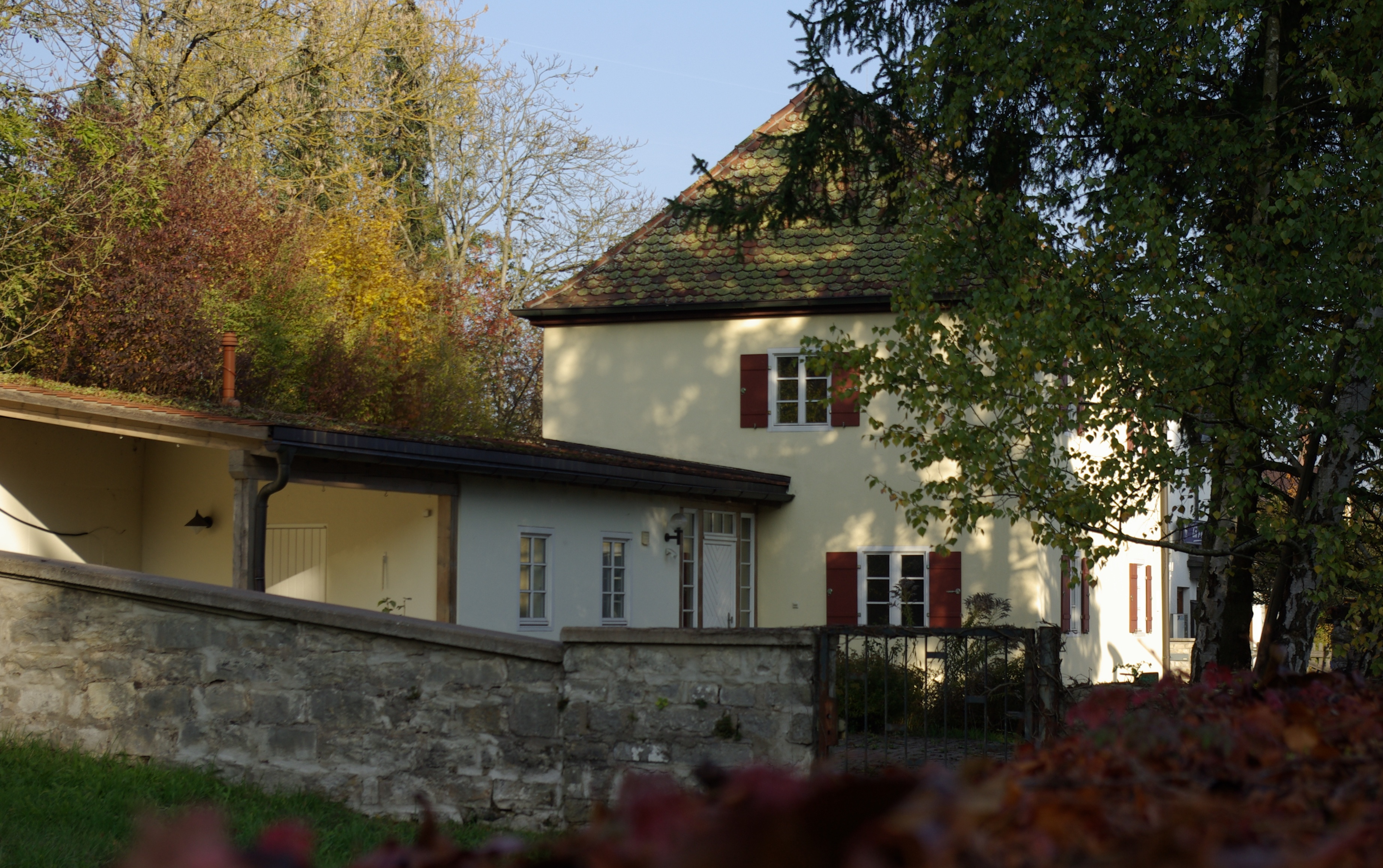
Taharahaus auf dem jüdischen Friedhof in Treuchtlingen, 2011

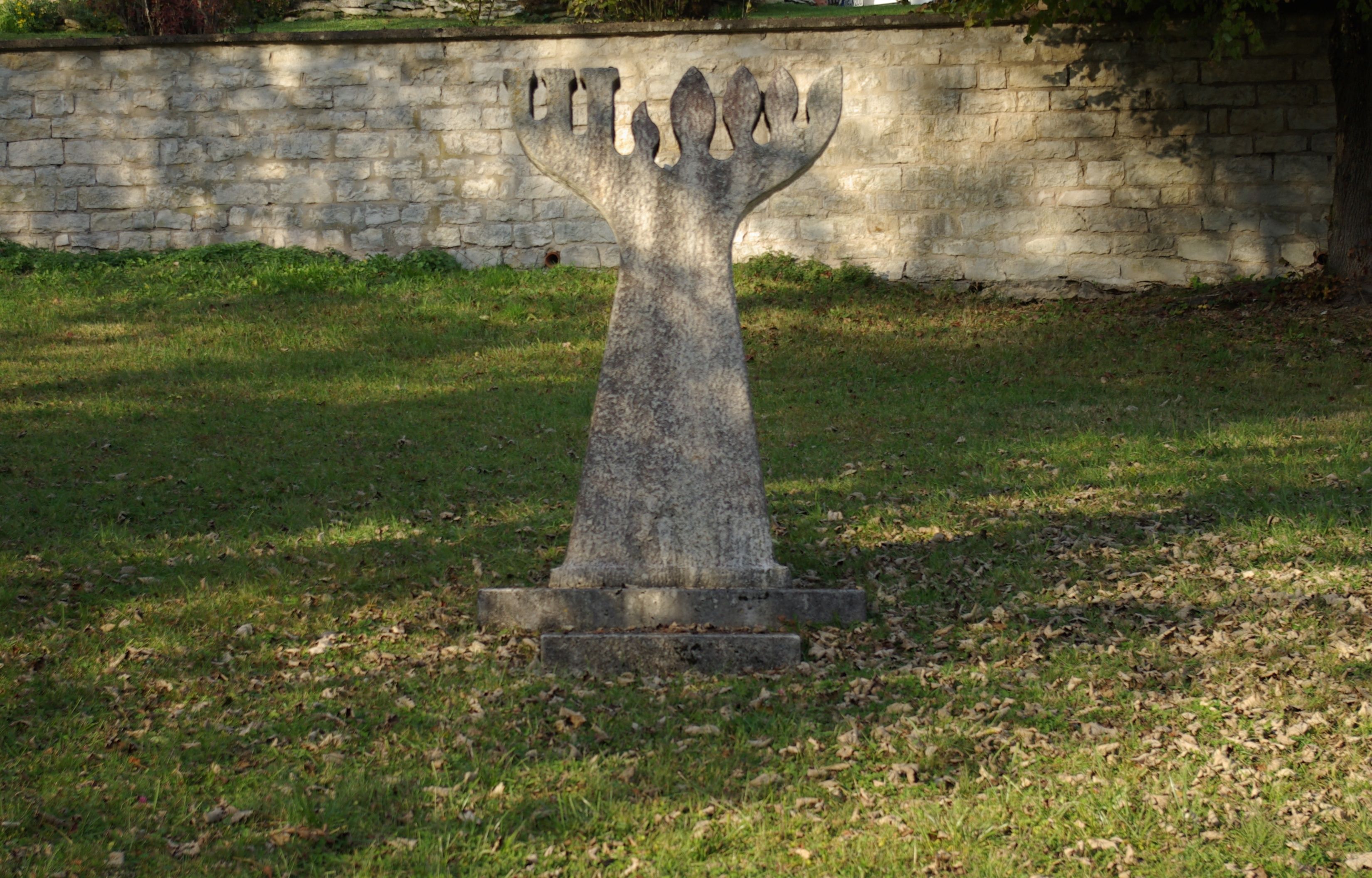
Das 1990 errichtete Mahnmal auf dem jüdischen Friedhof in Treuchtlingen, 2011

1773 konnte die jüdische Gemeinde in Treuchtlingen mit Unterstützung der Kultusgemeinden in Markt Berolzheim und Dittenheim ein Grundstück zur Anlage eines eigenen Friedhofs erwerben. Die Jahreszahl an dem 1779 fertiggestellten Taharahaus erinnert an die Errichtung des Begräbnisplatzes, der damals noch außerhalb der Stadt lag. Der jüdische Friedhof, auf dem man seit Mitte des 19. Jahrhunderts auch Verstorbene aus Ellingen und Weimersheim beerdigte, wurde 1857 und 1929 erweitert.
In der Herrschaft des Nationalsozialismus kam es zu schweren Übergriffen gegen die jüdische Bevölkerung. Der jüdische Friedhof in Treuchtlingen wurde 1938 geschändet. Viele Grabsteine (Mazewot) wurden auch am 11. April 1945 durch einen Bombenangriff zerstört. In den Jahren 1945 bis 1950 wurden die Bombentrichter wieder aufgefüllt und die Schäden, soweit möglich, beseitigt. Das Taharahaus war ab 1938 zu einem Wohnhaus umgebaut worden und ist erhalten geblieben. Auf dem Friedhof stehen noch 318, vor allem neuere und teilweise sehr aufwendig gestaltete Grabsteine.

## Mahnmal
Seit dem 9. November 1990 erinnert am südlichen Eingang des Friedhofs ein Mahnmal des einheimischen Künstlers Franz Peter Burger an die Opfer der nationalsozialistischen Gewaltherrschaft. Das aus Treuchtlinger Marmor geschaffene Denkmal stellt eine Kombination einer Menora und eines Lebensbaumes dar. Beide Teile werden durch eine kleine Flamme verbunden beziehungsweise getrennt. Sie versinnbildlicht sowohl das unermessliche Leid, das den jüdischen Mitbürgern angetan wurde, als auch Heilung, Läuterung und neues Leben.